# I’ve Been Losing You
I’ve Been Losing You ist ein Lied der norwegischen Pop-Rock-Band a-ha aus dem Jahr 1986. Das Stück erschien als erste Single aus ihrem zweiten Studioalbum Scoundrel Days.

## Entstehung und Inhalt
Geschrieben wurde das Lied von Pål Waaktaar, die Produktion erfolgte durch Magne Furuholmen und Waaktaar. Musikalisch bewegt sich das Lied im Bereich der Popmusik und des Pop-Rocks. Neben Gitarren und Keyboards finden auch einige Bläser Verwendung. Eine frühe Version des Liedes ist auf dem zweiten Album der a-ha-Vorläufergruppe Bridges, Våkenatt (1981), mit dem Titel The Leap zu finden. Nach mehreren Demoversionen wurde das Lied im Juni 1986 in Sydney unter großem Zeitdruck während der ersten Welttour von a-ha und ohne ihren Produzenten Alan Tarney fertiggestellt. Morten Harket spielte seinen Gesangspart in nur einem Take ein und man hört es seiner rauen Stimme an, dass er in den Tagen zuvor schon rund ein Dutzend Konzerte gegeben hatte.
Das Lied handelt von einer scheiternden Beziehung, wobei angedeutet wird, der Protagonist könnte die geliebte Person ermordet haben („It wasn’t the rain that washed away … / Rinsed out the colours of your eyes / Putting the gun down on the bedside table / I must have realized...“), was im übertragenen Sinne das Beenden der Beziehung symbolisieren kann. Er bemerkt, wie kalt er alles getan hat und dass er nicht nur die geliebte Person, sondern auch seinen Weg verloren hat. Die letzte Textzeile lautet: „Gotta run away from you.“ („Ich muss vor dir wegrennen/fliehen.“) Der britische Melody Maker schrieb: „I’ve Been Losing You is a soliloquy addressed to a corpse, a pleading with a murdered lover to say something useful, a hopeless staring into eyes rinsed of colour.“ Der Song beginnt mit einem einzelnen Schlag des Schlagzeugs, was Barry Page in Down to the Tracks als Pistolenschuss deutet, und der Erzähler sei ein „Killer“, der nicht glauben kann, was er gerade getan hat („I could have sworn it wasn’t me“). I’ve Been Losing You kann als tragische Fortsetzung zu der stürmischen Liebesbeziehung in Hunting High and Low gesehen werden, die die direkte Single vor I’ve Been Losing You war.
Der Titel beinhaltet bei 3:38 eine Generalpause.

## Veröffentlichung und Rezeption
I’ve Been Losing You erschien zunächst als Single am 22. September 1986 und war Teil von a-has zweitem Studioalbum Scoundrel Days, das zwei Wochen später am 6. Oktober 1986 erschien. Die Single erreichte in Deutschland Rang 15 der Charts und platzierte sich elf Wochen in den Top 100. Sie wurde zum fünften Charthit der Band in Deutschland. Im Vereinigten Königreich erreichten a-ha hiermit ebenfalls zum fünften Mal die Charts, zugleich ist es dort ihr fünfter Top-10-Hit. I’ve Been Losing You erreichte Rang acht und platzierte sich zwei Wochen in den Top 10 sowie sieben Wochen in den Charts. In ihrer Heimat Norwegen wurde I’ve Been Losing You zum zweiten Nummer-eins-Hit nach Take On Me sowie zum vierten Top-10- und Charthit.
Chartplatzierungen
| ChartsChartplatzierungen     | Höchstplatzierung | Wochen |
| ---------------------------- | ----------------- | ------ |
| Deutschland (GfK)            | 15 (11 Wo.)       | 11     |
| Österreich (Ö3)              | 20 (12 Wo.)       | 12     |
| Schweiz (IFPI)               | 16 (8 Wo.)        | 8      |
| Vereinigtes Königreich (OCC) | 8 (7 Wo.)         | 7      |
| Norwegen (IFPI)              | 1 (9 Wo.)         | 9      |

Auszeichnungen für Musikverkäufe

| Land/Region       | Auszeichnungen für Musikverkäufe (Land/Region, Auszeichnung, Verkäufe) | Verkäufe |
| ----------------- | ---------------------------------------------------------------------- | -------- |
| Frankreich (SNEP) | Silber                                                                 | 250.000  |
| Japan (RIAJ)      | —                                                                      | 15.000   |
| Insgesamt         | 1× Silber ·                                                            | 265.000  |

## Musikvideos
Das Musikvideo wurde im Universal Amphitheatre in Los Angeles aufgenommen. Neben diesem offiziellen Musikvideo, das von Steve Barron gedreht wurde und es bei YouTube auf etwa acht Millionen Aufrufe brachte, existiert noch eine offizielle Liveversion, die vom norwegischen Fernsehsender NRK aufgezeichnet wurde und bei der die Band eine deutlich lautere E-Gitarre verwendet, wodurch die Version rockorientierter wirkt. Diese Version erzielte über 4,8 Millionen Aufrufe (beide Dezember 2020).